# Rogowo (gmina Bulkowo)
Rogowo – wieś sołecka w Polsce położona w województwie mazowieckim, w powiecie płockim, w gminie Bulkowo.
W latach 1975–1998 miejscowość należała administracyjnie do województwa płockiego.